# Mistrzostwa Azji w Lekkoatletyce 2005
16. Mistrzostwa Azji w Lekkoatletyce – zawody sportowe, które odbyły się w południowokoreańskim Inczon na początku września 2005 roku. Areną zmagań sportowców był Incheon Munhak Stadium.
Reprezentanci Indii: trzeci zawodnik konkursu rzutu dyskiem mężczyzn – Anil Kumar (59,95) oraz druga zawodniczka w biegu na 800 metrów kobiet – Soundarajan Shanthi (2:04,01) zostali zdyskwalifikoni za doping, a ich rezultaty anulowane.

## Rezultaty

### Mężczyźni
| Konkurencja:          | 1. miejsce                                                                 | Rezultat  | 2. miejsce                                                                                                 | Rezultat  | 3. miejsce | Rezultat  |
| 100 m                 | Yahya Al-Gahes                                                             | 10.39     | Shingo Suetsugu                                                                                            | 10.42     | Khalid Yousef Al-Obaidli                                                                                       | 10.45     |
| 200 m                 | Hamed Hamdan Al-Bishi                                                      | 20.66     | Tatsurō Yoshino                                                                                            | 20.68     | Yang Yaozu | 20.85     |
| 400 m                 | Yūzō Kanemaru                                                              | 46.04     | Prasanna Sampath Amarasekera                                                                               | 46.48     | Rohan Pradeep Kumara                                                                                           | 46.52     |
| 800 m                 | Majed Saeed Sultan                                                         | 1:44.27   | Abdulrahman Sulaiman                                                                                       | 1:44.73   | Sajjad Moradi                                                                                                  | 1:44.74   |
| 1500 m                | Ali Abu Bakr Kamal                                                         | 3:44.24   | Adnan Taees Akkar                                                                                          | 3:44.57   | Nasser Shams Karim                                                                                             | 3:46.09   |
| 5000 m                | James Kwalia                                                               | 14:08.56  | Daham Najim Bashir                                                                                         | 14:15.92  | Wu Wen-chien                                                                                                   | 14:32.43  |
| 10000 m               | Essa Ismail Rashid                                                         | 29:03.60  | Moukheld Al-Outaibi                                                                                        | 29:04.85  | Ali Saadoun Al-Dawoodi                                                                                         | 29:05.93  |
| 3000 m z przeszkodami | Moussa Omar Obaid                                                          | 8:33.62   | Mustafa Ahmed Shebto                                                                                       | 8:40.86   | Wu Wen-chien                                                                                                   | 8:42.96   |
| 110 m przez płotki    | Liu Xiang                                                                  | 13.30     | Shi Dongpeng                                                                                               | 13.44     | Rouhollah Askari                                                                                               | 13.89     |
| 400 m przez płotki    | Hadi Soua’an Al-Somaily                                                    | 49.16     | Yevgeniy Meleshenko                                                                                        | 49.18     | Zhang Shibao                                                                                                   | 49.65     |
| Chód na 20 km         | Lu Ronghua                                                                 | 1:25:30   | Kim Hyun-sup                                                                                               | 1:25:41   | Zhang Hong | 1:27:14   |
| 4 x 100               | Japonia · Kazuomi Hidaka · Tatsurō Yoshino · Yusuke Omae · Shingo Suetsugu | 39,10     | Tajlandia · Seksarn Wongsala · Wachara Sondee · Ekkachai Janthana · Sittichai Suwonprateep                 | 39,23     | Arabia Saudyjska · Farag Jamaan Al-Dosari · Mubarak Ata Mubarak · Yahya Saed Al-Kahes · Hamed Hamadan Al-Bishi | 39,25     |
| 4 x 400               | Japonia · Yūki Yamaguchi · Yūzō Kanemaru · Hideo Togashi · Mitsuhiro Sato  | 3:03,51   | Sri Lanka · Rohan Pradeep Kumara · Rohitha Pushpakumara · Manura Kuranage Perera · Prasanna S. Amarasekara | 3:04,12   | Indie · Anil Kumar Rohil · Bhupinder Singh · Satbir Singh · Patlavath Shankar                                  | 3:07,45   |
| Skok wzwyż            | Manjula Kumara Wijesekara                                                  | 2.27      | Naoyuki Daigo                                                                                              | 2.23      | Zhang Shufeng                                                                                                  | 2.23      |
| Skok o tyczce         | Daichi Sawano                                                              | 5.40      | Zhang Hongwei                                                                                              | 5.20      | Takehito Ariki                                                                                                 | 5.20      |
| Skok w dal            | Ahmed Fayaz Marzouk                                                        | 7.98      | Oh Sang-won                                                                                                | 7.87      | Zhou Can | 7.83      |
| Trójskok              | Gu Junjie                                                                  | 16.90     | Kazuyoshi Ishikawa                                                                                         | 16.88     | Kim Deok-Hyeon                                                                                                 | 16.78     |
| Pchnięcie kulą        | Khalid Habash Al-Suwaidi                                                   | 19.45     | Navpreet Singh                                                                                             | 19.40     | Zhang Qi | 19.02     |
| Rzut dyskiem          | Ehsan Hadadi                                                               | 65.25 AR  | Vikas Gowda                                                                                                | 62.84     | Abbas Samimi                                                                                                   | 59,08     |
| Rzut młotem           | Ali Mohamed Al-Zinkawi                                                     | 71.74     | Dilszod Nazarow                                                                                            | 71.38     | Hiroaki Doi | 68.50     |
| Rzut oszczepem        | Li Rongxiang                                                               | 78.28     | Jung Sang-jin                                                                                              | 76.85     | Jagdish Kumar Bishnoi                                                                                          | 74.83     |
| Dziesięciobój         | Pavel Andreev                                                              | 7744 pkt. | Kim Kun-woo                                                                                                | 7694 pkt. | Hiromasa Tanaka                                                                                                | 7351 pkt. |

### Kobiety
| Konkurencja:       | 1. miejsce                                                                                | Rezultat  | 2. miejsce                                                                                          | Rezultat  | 3. miejsce                                                           | Rezultat  |
| 100 m              | Qin Wangping                                                                              | 11.47     | Guzel Khubbieva                                                                                     | 11.56     | Liang Yi                                                             | 11.62     |
| 200 m              | Damayanthi Dharsha                                                                        | 23.21     | Guzel Khubbieva                                                                                     | 23.43     | Ni Xiaoli                                                            | 23.58     |
| 400 m              | Manjeet Kaur                                                                              | 51.50     | Satti Geetha                                                                                        | 51.75     | Asami Tanno                                                          | 52.91     |
| 800 m              | Miho Sugimori                                                                             | 2:01,84   | Zamira Amirova                                                                                      | 2:04,22   | Ayako Jinnouchi                                                      | 2:05,69   |
| 1500 m             | Miho Sugimori                                                                             | 4:12.69   | Svetlana Lukasheva                                                                                  | 4:13.83   | Yuriko Kobayashi                                                     | 4:14.15   |
| 5000 m             | Bai Xue                                                                                   | 15:40.89  | Lee Eun-jung                                                                                        | 15:41.67  | Yumi Sato                                                            | 15:47.14  |
| 10000 m            | Bai Xue                                                                                   | 33:34.74  | Yumi Sato                                                                                           | 33:42.11  | Ham Bong-sil                                                         | 34:35.30  |
| 100 m przez płotki | Su Yiping                                                                                 | 13.30     | Lee Yeon-kyoung                                                                                     | 13.38     | Kumiko Ikeda                                                         | 13.54     |
| 400 m przez płotki | Huang Xiaoxiao                                                                            | 55.63     | Noraseela Khalid                                                                                    | 56.39     | Makiko Yoshida                                                       | 56.85     |
| Chód na 20 km      | He Dan                                                                                    | 1:34:25   | Tang Yinghua                                                                                        | 1:34:50   | Svetlana Tolstaya                                                    | 1:36:39   |
| 4 x 100 m          | Tajlandia · Sangwan Jaksunin · Oranut Klomdee · Juthamas Thavoncharoen · Nongnuch Saenrat | 44,18     | Chiny · Jiang Zhiying · Liang Yi · Ni Xiaoli · Qin Wangping                                         | 44,24     | Japonia · Tomoko Ota · Sakie Nobuoka · Yuka Satō · Rina Fujimaki     | 44,85     |
| 4 x 400 m          | Indie · Rajwinder Kaur · Sathi Geetha · Chitra K. Soman · Manjeet Kaur                    | 3:30.93   | Kazachstan · Natalya Torshina-Alimzhanova · Anna Gavriushenko · Tatyana Roslanova · Olga Tereshkova | 3:32.61   | Japonia · Satomi Kubokura · Asami Tanno · Mayu Kida · Makiko Yoshida | 3:33.54   |
| Skok wzwyż         | Tatjana Jefimienko                                                                        | 1.92      | Jing Xuezhu                                                                                         | 1.92      | Anna Ustinova                                                        | 1.84      |
| Skok o tyczce      | Gao Shuying                                                                               | 4.53 CR   | Chang Ko-hsin                                                                                       | 4.10      | Roslinda Samsu                                                       | 4.10      |
| Skok w dal         | Anju Bobby George                                                                         | 6.65      | Marestella Torres                                                                                   | 6.63      | Kumiko Ikeda                                                         | 6.52      |
| Trójskok           | Xie Limei                                                                                 | 14.38     | Anastasiya Zhuravlyeva                                                                              | 14.14     | Huang Qiuyan                                                         | 13.75     |
| Pchnięcie kulą     | Li Meiju                                                                                  | 18.64     | Zhang Guirong                                                                                       | 18.57     | Li Ling                                                              | 18.04     |
| Rzut dyskiem       | Song Aimin                                                                                | 65.15 CR  | Sun Taifeng                                                                                         | 59.09     | Krishna Poonia                                                       | 57.67     |
| Rzut młotem        | Zhang Wenxiu                                                                              | 70.05     | Gu Yuan                                                                                             | 63.89     | Yuka Murofushi                                                       | 62.62     |
| Rzut oszczepem     | Park Ho-hyun                                                                              | 55.58     | Lee Young-sun                                                                                       | 55.29     | Anne Maheshi De Silva                                                | 54.86     |
| Siedmiobój         | Soma Biswas                                                                               | 5377 pkt. | Sushmita Singha Roy                                                                                 | 5308 pkt. | Watcharaporn Masim                                                   | 5279 pkt. |

## Tabela medalowa
| Pozycja | Państwo          |    |   |    |    |
| ------- | ---------------- | -- | - | -- | -- |
| 1       | Chiny            | 15 | 7 | 10 | 32 |
| 2       | Japonia          | 6  | 5 | 13 | 24 |
| 3       | Katar            | 6  | 3 | 3  | 12 |
| 4       | Indie            | 4  | 4 | 3  | 11 |
| 5       | Arabia Saudyjska | 4  | 1 | 1  | 6  |
| 6       | Sri Lanka        | 2  | 2 | 2  | 6  |
| 7       | Korea Południowa | 1  | 7 | 1  | 9  |
| 8       | Uzbekistan       | 1  | 4 | 0  | 5  |
| 9       | Tajlandia        | 1  | 1 | 1  | 3  |
| 10      | Iran             | 1  | 0 | 3  | 4  |
| 11      | Kuwejt           | 1  | 0 | 0  | 1  |
| 11      | Kirgistan        | 1  | 0 | 0  | 1  |
| 13      | Kazachstan       | 0  | 3 | 2  | 5  |
| 14      | Chińskie Tajpej  | 0  | 1 | 2  | 3  |
| 15      | Malezja          | 0  | 1 | 1  | 2  |
| 16      | Irak             | 0  | 1 | 0  | 1  |
| 16      | Tadżykistan      | 0  | 1 | 0  | 1  |
| 16      | Kirgistan        | 0  | 1 | 0  | 1  |
| 16      | Singapur         | 0  | 1 | 0  | 1  |
| 20      | Korea Północna   | 0  | 0 | 1  | 1  |